# Jerzy Łucki
Jerzy Michał Łucki (ur. 24 września 1898 w Drohobyczu, zm. ?) – polski bobsleista, olimpijczyk z Sankt Moritz 1928, oficer Wojska Polskiego i Polskich Sił Zbrojnych, podpułkownik broni pancernych.

## Życiorys
Urodził się w Drohobyczu, w rodzinie Józefa, lekarza weterynarii, i Kazimiery z Derkaczów. Miał trzech braci: Jana (1895–1915), Stefana (1897–1920) i Władysława (ur. 1906) .
Żołnierz Legionów, służył w 1. i 6. pułku piechoty Legionów Polskich. Po powrocie do kraju został przyjęty do Wojska Polskiego. 3 maja 1922 roku został zweryfikowany w stopniu porucznika ze starszeństwem z dniem 1 czerwca 1919 roku i 37. lokatą w korpusie oficerów piechoty.
31 marca 1924 roku został awansowany na kapitana ze starszeństwem z dniem 1 lipca 1923 roku i 23. lokatą w korpusie oficerów piechoty. Ukończył kurs oficerski w Centralnej Wojskowej Szkole Gimnastyki i Sportów w Poznaniu w latach 1926–1927. W kwietniu 1928 został przeniesiony z 48 pułku piechoty Strzelców Kresowych w Stanisławowie do 19 pułku piechoty we Lwowie. W lipcu tego roku został przeniesiony macierzyście do kadry oficerów piechoty z równoczesnym przeniesieniem służbowym do Korpusu Kadetów Nr 1 we Lwowie. W listopadzie 1928 został przeniesiony do Dowództwa Okręgu Korpusu Nr VI we Lwowie na stanowisko referenta w Okręgowym Urzędzie Wychowania Fizycznego i Przysposobienia Wojskowego. W marcu 1932 został przeniesiony z Dowództwa Okręgu Korpusu Nr III w Grodnie do 36 pułku piechoty Legii Akademickiej w Warszawie. W czerwcu 1933 został przeniesiony do 3 batalionu strzelców w Rembertowie. 27 czerwca 1935 roku awansował na majora ze starszeństwem z dniem 1 stycznia 1935 roku i 1. lokatą w korpusie oficerów piechoty. W październiku tego roku został I zastępcą dowódcy 6 batalionu pancernego we Lwowie.
W 1937 roku został przeniesiony z korpusu oficerów piechoty do korpusu oficerów broni pancernych. W tym samym roku został organizatorem i dowódcą 12 batalionu pancernego w Łucku. 2 września 1937 roku podpisał pierwszy rozkaz dzienny batalionu. W dniach 1–3 września 1939 roku przeprowadził mobilizację 21 batalionu czołgów lekkich i objął jego dowództwo. 18 września 1939 roku w Kutach na czele batalionu przekroczył granicę z Rumunią. 4 października 1939 roku w Târgoviște przekazał sprzęt i uzbrojenie batalionu. Wiosną 1945 roku objął dowództwo 5 pułku pancernego.

## Kariera sportowa
Był wszechstronnym sportowcem. Należał do czołówki miotaczy Pogoń Lwów. Był brązowym medalistą mistrzostw Polski w pchnięciu kulą w latach 1923 i 1927 oraz w rzucie młotem w roku 1923.
Jego rekordy życiowe: 
- pchnięcie kulą – 12,40 metra uzyskany 8 lipca 1927 w Warszawie,
- rzut dyskiem – 34,76 metra uzyskany 7 lipca 1923 we Lwowie,
- rzut młotem – 19,63 metra uzyskany 26 sierpnia 1923 w Warszawie.

Na igrzyskach olimpijskich w 1928 roku wystąpił w piątkach bobslejowych zajmując 16. miejsce (partnerami byli Józef Broel-Plater, Jerzy Bardziński, Jerzy Potulicki, Antoni Bura).

## Ordery i odznaczenia
- Krzyż Srebrny Orderu Wojskowego Virtuti Militari[20] nr 10347[21]
- Krzyż Niepodległości (6 czerwca 1931)[22]
- Złoty Krzyż Zasługi (18 lutego 1939)[23]
- Srebrny Krzyż Zasługi (19 marca 1931)[24]